# Glyphodes pandectalis
Glyphodes pandectalis là một loài bướm đêm trong họ Crambidae.